# Gueltat Sidi Saad
Gueltat Sidi Saad è un comune dell'Algeria, situato nella provincia di Laghouat.